# Ото Фриц Мајерхоф
Ото Фриц Мајерхоф (12. април 1884 — 6. октобар 1951) је био немачки лекар и биохемичар који је 1922. године добио Нобелову награду за физиологију и медицину.

## Биографија
Ото Фриц Мајерхоф је рођен у Хановеру као син имућних ашкенази родитеља. Године 1888. његова породица се преселила у Берлин, где је провео већи део свог детињства и где је започео студије медицине, а наставио их је на Универзитету у Стразбуру и Хајделбергу на којима је дипломирао 1909. године са радом „Прилози психолошкој теорији менталних болести”. У току студија је упознао своју будућу супругу, венчали су се 1914. године, имали су ћерку Бетину и два сина Готфрида (који је након емиграције преименован у Џефри) и Волтера.
Године 1912. Ото Мајерхоф се пребацио на Универзитет у Килу где је добио звање професора 1918. Године 1922. је примио Нобелову награду за медицину, заједно са Арчибалдом Хилом, за рад на мишићном метаболизму, укључујући гликолизу. Године 1929. је постао један од директора Института за медицинска истраживања Вилхелм, на којој је функцији био до 1938. године. Побегавши од нацистичког режима, емигрирао је у Париз 1938. године, а потом се преселио у Сједињене Америчке Државе 1940. где је постављен за гостујућег професора на Универзитету Пенсилваније у Филаделфији. У знак почасти за његов допринос проучавању гликолизе, пут код еукариота је назван Embden–Meyerhof–Parnas Pathway. Преминуо је у Филаделфији у 67. години.